# 德州 (云南)
德州，中国唐朝时设置的州。
唐高宗总章三年（670年），以戎州獠人南广蛮溪洞设置志州，唐德宗贞元二年（786年），分志州设置德州，治所在罗连县（今云南省彝良县角奎镇）。辖区相当于云南盐津县、大关县二县交界处。属于戎州都督府，北宋后废。